# 救い主
救い主（すくいぬし）とは聖書中においてイエス・キリストに与えられた称号である。ルカ24:27に記載されている通り、聖書全体に渡って救い主について証言されている。

## 概説

### 旧約聖書における救い主
旧約聖書においては、「救い主」（サムエル記22:3、詩106:21、エレ14:8など）や「救う者」（すくうもの、ホセ13:4）と訳される。ヘブライ語ではこの語は名詞ではなく分詞として使用され、「神に与えられた名称」ではなく「（民に対する）神の行為」を指しているといえよう。
また、「救助者」（きゅうじょしゃ、士3:9,15）や「救う者」（ネヘ9:27、オバ27節）、「救い手」（すくいて、Ⅱ列13:5）とある箇所は、直接神を意味しているのではなく、「（神が）神の民を救うために用いられた人々」を指している。

### 新約聖書における救い主
父なる神は、御子によって人々を救った「救い主」（ルカ1:47、テト1:3，2：10，3：4、ユダ25節、Ⅰテモ1：1，2：3，4：10）と讃えられ、イエス・キリストは誕生したときから天使によって「救い主」（ルカ2：11）として世に告知された。マタイ自身はこの語を使用してはいないが、「その子をイエスと名付けなさい。この子は自分の民を罪から救うからである。」とイエス・キリストは民を救うために来たと記している（マタ1：21）。
イエスは「世の救い主」（よのすくいぬし、ギリシア語: σωτὴρ τοῦ κόσμου、ヨハ3:17、4：42、Ⅰヨハ4：14）と呼ばれる。つまり、救いが一民族や国に限定されずに、全人類のうちキリストを信じるすべての者に関わるものであることを示している。イエス自身も来臨の目的を「失われた人を捜して救うために来たのです」と語り（ルカ19：10）、信者のためには再び「救い主」として来ることが約束されている（ピリ3：20）。ただし、「さばき主」（使徒10:42）でもある。
新約聖書では、この語は24回使用されている。

## ソーテール
一般ギリシア語に「ソーテール、σωτηρ」という言葉がある。神の名称を指すと共に、治世者や哲学者、密儀宗教の神々の意味も併せ持ち、医療の神アスクレーピオスにも用いられている。また、ローマ人の間ではネロ皇帝の時代頃からローマ皇帝の意味でも用いられてきた。実際、ヨハネが用いた「世の救い主」という表現はハドリアヌス皇帝の碑文にも見ることができる。そのため、ヘレニズムの影響からこの語が採択されたという主張もある。だがこの語は旧約時代にまで遡ることが可能であることなどから、ヘレニズムからの借用ではない。また、新約聖書内では、純粋に神とイエスのみを指す言葉として使用され、単なる人間には用いられていない。そのため、キリスト教では旧約聖書から述べられていた救い主を指すものと認識されている。